# Orimarga mirabilis
Orimarga mirabilis är en tvåvingeart som först beskrevs av Osten Sacken 1878.  Orimarga mirabilis ingår i släktet Orimarga och familjen småharkrankar. Inga underarter finns listade i Catalogue of Life.